# Précarité
Ne doit pas être confondu avec Pauvreté.
 (juin 2019).
La précarité est une forte incertitude de conserver ou récupérer une situation acceptable dans un avenir proche. C'est une notion développée et étudiée en sciences sociales. C'est aussi une notion subjective et relative, puisqu'elle est définie par rapport à une « situation acceptable », au sein d’une société donnée. La précarité est perçue et définie différemment d'une culture à l'autre. 
La précarité peut concerner le travail mais aussi d’autres domaines. Le travail est cependant la cause principale de son développement. Il est un élément fondamental d’insertion sociale, de construction identitaire et le socle de la citoyenneté. La précarité au travail est susceptible d’entraîner d’autres formes de précarité tels que l’habitat, le revenu, la vie familiale, etc.
La précarité empêche les individus qui en sont victimes de conduire des projets et d’être maîtres de leurs choix. Le développement et l’ancrage de la précarité aboutissent à la formation d’un précariat qui peut être considéré comme une nouvelle classe sociale.

## Définition
En 1987, un rapport rédigé au nom du CESE définit la précarité comme :
« […] l'absence d'une ou plusieurs des sécurités permettant aux personnes et aux familles d'assumer leurs responsabilités élémentaires et de jouir de leurs droits fondamentaux. L'insécurité qui en résulte peut être plus ou moins étendue et avoir des conséquences plus ou moins graves et définitives.
Elle conduit le plus souvent à la grande pauvreté quand elle affecte plusieurs domaines de l'existence qu'elle tend à se prolonger dans le temps et devient persistante, qu'elle compromet gravement les chances de reconquérir ses droits et de ré-assumer ses responsabilités par soi-même dans un avenir prévisible. » (par Joseph Wresinski).
Un arrêté de 1992 donne une définition officielle des catégories de personnes qui sont en situation de précarité : chômeurs, bénéficiaires du RMI, titulaires d'un contrat emploi solidarité, personnes sans domicile fixe, jeunes âgés de 16 à 25 ans exclus du milieu scolaire et engagés dans un processus d'insertion professionnelle[réf. nécessaire].
Les sciences humaines ne s’approprient la précarité qu’à l’aube des années 2000. Une première approche l’appréhende comme un prolongement, une nouvelle pièce venant se surajouter à la pauvreté. C’est ainsi que Serge Paugam (2005) distingue trois formes de pauvreté : traditionnelle, marginale et disqualifiante – à cette dernière, viennent s’ajouter les travailleurs pauvres et les travailleurs précaires (Paugam, 2000). » (Pierret, 2013) Paugam rend compte, en ce sens, d’un accroissement du champ de la pauvreté qui n’épargne plus les travailleurs, il parle alors des travailleurs pauvres, puis des salariés de la précarité. Ces derniers ne sont pas forcément pauvres, mais ils peuvent perdre leur emploi, accumuler les contrats précaires de type intérimaires ou CDD et donc le devenir. Un deuxième approche associe la précarité au délitement des liens sociaux, mais également des cadres intégrateurs et, plus largement, aux mutations de la société. Aujourd'hui, on peut distinguer trois catégories de personnes : les « protégés », les « précarisables » et les « précarisés ».

## Perspective historique et géographique
Le XIXe siècle et la première moitié du XXe siècle ont vu les pays occidentaux confrontés à la misère. Cette pauvreté accompagnée d'exclusion sociale ont inspiré des politiques réformistes visant à améliorer la condition ouvrière (par exemple : instauration d'un salaire minimum, réduction du temps de travail, fordisme) ainsi que des mouvements politiques révolutionnaires tel que le socialisme ou le communisme.
C'est dans les années qui ont suivi la crise économique de 1973 que la notion de précarité est apparue. Parmi d'autres conséquences, cette crise a entraîné la diminution — plus ou moins importante selon les États — du contrat de travail à durée indéterminée[réf. nécessaire] et le net ralentissement de la hausse du pouvoir d'achat. Lentement, mais plus nettement à partir de la crise de 1979, l'action conjuguée de ces deux évolutions a développé la proportion des populations en situation de précarité. Conjugués à des facteurs nationaux, ces situations se font différemment sentir en fonction des systèmes économiques de chaque pays :
- au Japon, parallèlement aux grandes entreprises (et à leurs employés à vie), se développe un sous-prolétariat de « freeters », (terme créé à partir de l'anglais free et de l'allemand Arbeiter (travailleur))[réf. nécessaire] ;
- aux États-Unis, la précarité prend notamment la forme d'une insécurité sociale : « [Nowadays]…People change jobs more often than they used to, whether they like it or not. And in the United States, when you change jobs you worry about your health insurance » (« De nos jours, qu'ils le veulent ou non les gens changent de travail plus souvent qu'avant. Et aux États-Unis, quand vous changez de travail, vous vous inquiétez pour votre assurance santé »), comme le rappelle Clive Crook dans un article[8] recensant les projets de sécurité sociale pour les États-Unis.
- le Danemark semble avoir pris son parti du développement de la précarité en la partageant entre tous via le système de la flexicurité.

Il semble qu'en France et dans certains pays latins (Italie, Espagne et Portugal), la question de la précarité soit plus importante. Elle apparaît ainsi régulièrement dans le débat public français. La persistance d'un taux de chômage plus élevé en France que dans la plupart des pays européens pourrait expliquer cette singularité latine. D'autres explications sont aussi avancées : la stabilité de situation de quelques-uns (les insiders) précipiterait une situation précaire pour d'autres, plus jeunes… ou plus vieux (voir théorie des insiders-outsiders). On retrouve un débat équivalent en Italie et en Espagne : malgré leurs diplômes du supérieur les jeunes espagnols de la génération « mileurista » (Espido Freire, 2006) peinent à gagner plus que 1 000 euros.
Les notions de précarité et de pauvreté sont à la fois distinctes et liées. Dans les faits, les populations subissant une situation de précarité se recoupent souvent avec celles en situation de pauvreté. Cependant les deux populations ne se recouvrent pas exactement : une personne en situation de précarité n'est pas forcément — ou pas tout de suite — en situation de pauvreté.

### En France

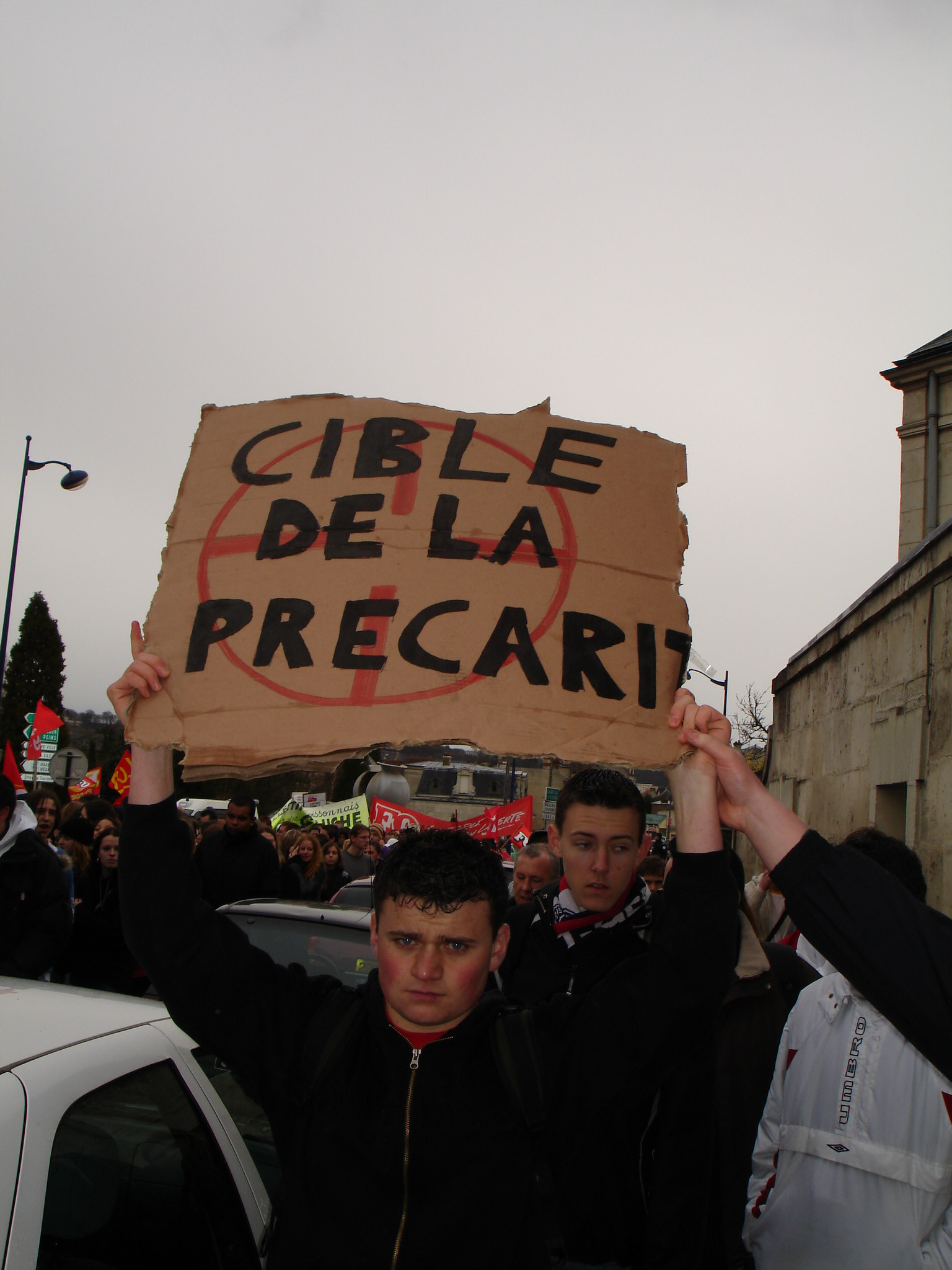
Jeune manifestant contre le Contrat première embauche, Soissons (Aisne), 28 mars 2006.

En France, le thème de la précarité est davantage mis en exergue que dans ses pays voisins. Une certaine aversion au risque et une résistance au changement : par exemple, 70 % des jeunes souhaitent travailler dans la fonction publique française sont désignés comme étant à l'origine de la position centrale donnée au thème de la précarité.
Le CDI est perçu comme un contrat plus sûr que les emplois à durée déterminée, car le CDD sous-entend un retour à la recherche d'emploi. Un CDD n'est reconductible qu'un nombre déterminé de fois. 
La crise du CPE a mis en avant ce sentiment de précarité des jeunes face au chômage en 2006 ; les manifestants pensaient que l'objectif affiché du CPE de réduction du chômage n'était pas suffisant face à l'augmentation de la précarité qu'il provoquerait parmi les jeunes employés.
Des jeunes s’inscrivent plusieurs années de suite dans les facs sans assister aux cours (appelés des étudiants fantômes), à la seule fin d’obtenir une convention de stage.

## Précarité et marché du travail
La perception de précarité est fortement dépendante de l'existence de chômage et de la fluidité du marché de l'emploi. En effet, plus il est aisé de changer d'emploi et d'en trouver un autre, moins le risque de perdre l'emploi actuel ou que sa qualité se détériore prend d'importance. La précarité potentiellement ressentie dans un système rigide ou l'on ne peut pas changer facilement d'emploi disparaît donc, même avec un emploi de courte durée ou avec des possibilités d'être licencié.
Les groupes sociaux les plus à même d'être victimes de précarité sont donc les groupes travaillant dans des secteurs où il est difficile de changer ou même trouver un bon emploi. Le chômage augmentant le risque et des revenus faibles ne permettant pas un filet de sécurité suffisant sont donc les principales causes de précarité dues au travail.
L’emploi n’a pas pour seul attribut la recherche d’une rémunération. Les chômeurs, par exemple, revendiquent des conditions de travail susceptibles de leur procurer une dignité et des moyens effectifs de s’affirmer professionnellement. Un précaire témoigne lors d’une visite médicale : « L’intérim, c’est bon pour le patron, pas pour le salarié : c’est humiliant. Dans les entreprises, on fait ce qu’on veut de lui ; celui-ci ne peut jamais dire non ». Ne comptent plus le plaisir au travail, la reconnaissance, la communauté de valeurs, le lien social. Le chômage contraint à accepter n’importe quoi. Pourtant un travail peut être dur, s’il plaît on peut s’y investir. Un autre précaire : « Se tenir toujours prêt, toujours dire oui, être aux ordres, accepter des postes dont les permanents ne veulent pas ». Les précaires acceptent une tâche déqualifiée provisoirement, puis ils s’habituent et restent. Cette dépréciation de l’identité est progressivement intériorisée au cours des tâches déqualifiées qui se succèdent. Ne pas réussir à obtenir un emploi stable engendre un sentiment de culpabilité ou d’insuffisance avec perte d’identité à la clef. 
Les précaires ne bénéficient pas de toutes les prérogatives du droit du travail et de la protection sociale. Dans l’esprit du patronat le recours à l’emploi du statut précaire s’inscrit dans le cadre d’un renforcement de la flexibilité et de la remise en cause d’une partie substantielle du droit social du travail. Il permet des licenciements à moindre coût ainsi qu’une pression à la baisse du taux de salaire. Le statut des précaires ainsi que leurs conditions de travail entraînent une exposition accrue aux risques. Très souvent ils sont affectés aux travaux pénibles, ne reçoivent pas de formation et sont victimes d’accidents de travail. Ils travaillent en sous-traitance et ne sont pas formés à la sécurité. En industrie nucléaire ils sont embauchés pour des travaux faiblement qualifiés (décontamination, calorifugeage, etc.) dans le cadre de cascades de sous-traitance. Leur rotation et leurs interruptions ne permettent pas leur suivi médical. Les précaires ont moins de capacité de résistance à des consignes les mettant en danger et plus d’incitation à ne pas déclarer les accidents. Un jeune actif sur trois est sous contrat temporaire. Le taux de sous déclaration des accidents de travail est estimé à 20 % pour l’ensemble de la population, mais à 59 % pour les jeunes de moins de 30 ans. 
L’utilisation de statuts précaires permet aux employeurs de marginaliser, voire d’éliminer, les salariés les moins performants.

## Précarité relationnelle
La précarité relationnelle est un état d'instabilité des relations, entre individus, au sein de la société, qui peut se traduire par un appauvrissement des interactions sociales, voire par l'isolement social.

## Précarité affective
État dans lequel une personne se sent dépourvue de la possibilité de recevoir ou de donner des affects. La précarité affective peut être générée par de la précarité sociale, par différentes formes de maladies psychiques ou même physiques. Elle est souvent liée à un isolement social bien qu'elle puisse aussi survenir chez des personnes très bien insérées.

### Précarité au sein de la famille
Que la famille soit fidèle aux traditions religieuses (judéo-chrétiennes, musulmanes, etc.) ou qu'elle puisse prendre davantage de libertés face à celles-ci change drastiquement les types de précarité potentielle au sein d'une cellule familiale.
Par exemple, sans l'autorisation du divorce, un couple qui ne s'entend plus n'a pas la possibilité de mettre un terme à cette précarité relationnelle. En contrepartie, lorsque c'est autorisé, d'autres types de précarité s'accroissent. Par exemple davantage de familles monoparentales, ou simplement la précarité du divorcé ne l'ayant pas forcément souhaité, pouvant avoir du mal à refonder une famille.
Un autre élément important de précarité au sein de la famille peut également être l'éloignement entre les individus d'une même famille. Soit intergénérationnelle avec des maisons de retraite, soit au sein des couples avec des métiers nécessitant de fréquents déplacements ou encore l'éloignement imposé par une scolarité (notamment pour des études supérieures).
Ne pas pouvoir réaliser ses aspirations professionnelles et connaître des difficultés d’intégration conduit à la fois à une dévalorisation de soi et à une dévalorisation pour autrui. La vie de couple repose sur l’estimation réciproque. L’expérience du chômage ou la perpétuation d’une situation précaire peut finir par devenir humiliante à la fois pour soi et pour le conjoint. Une enquête sur l’instabilité conjugale a révélé une forte corrélation entre l’instabilité conjugale et le degré de précarité professionnelle. La précarité familiale s’ajoute alors à la précarité professionnelle.
Voir aussi : Zygmunt Bauman, La société liquide

## Précarité des conditions de vie
La précarité peut se décliner également au niveau des conditions de vie, qui peuvent ne pas être acceptables. Avoir un fort risque d'habiter un logement insalubre, un logement temporaire inadapté, voire aucun logement sont des exemples de précarité de condition de vie.
Voir aussi : cabanisation, bidonville, sonacotra, squat, expulsion, SDF.

## Effets de la précarité
La précarité a un impact global sur le corps social, qui peut se traduire par :
- dégradation des conditions de travail (un travailleur en situation précaire n'est pas en position de force pour défendre ses droits) ;
- difficultés à développer une vie sociale (ex: quitter le domicile parental, fonder une famille…) ;
- révolte contre l'organisation sociale (les salariés en situation précaire auront davantage tendance à s'opposer au système) ;
- dégradation de la santé physique ou mentale : la plupart des indicateurs de comportement et de santé sont altérés dans toutes les catégories de populations classées en situations de précarité (par rapport à celles qui ne le sont pas) ;
- de la défiance envers les médias de masse. Une partie des personnes touchées par la précarité diminue leur temps consacré aux actualités, une minorité se tourne vers des médias alternatifs. [réf. nécessaire]

Une étude française de 2003 cite des enquêtes américaines, qui ont établi que les facteurs suivants (dont l'origine peut être la précarité) sont des facteurs de risque pour la santé :
- l'absence d'estime de soi ;
- le sentiment de dévalorisation personnelle ;
- le manque d'autonomie dans son travail ;
- le sentiment de ne pas utiliser toutes ses compétences ;
- le sentiment de ne pas recevoir l'estime que l'on pense mériter.